# Stazione di Narimasu
La stazione di Narimasu (成増駅?, Narimasu-eki) è una stazione ferroviaria situata nel distretto di Itabashi, nella zona nord-occidentale di Tokyo in Giappone, ed è servita dalla linea Tōbu Tōjō delle Ferrovie Tōbu.

## Linee
Ferrovie Tōbu
● Linea Tōbu Tōjō

## Struttura
La stazione è dotata di due marciapiedi a isola con quattro binari passanti in superficie.
| 1-2 | ● Linea Tōbu Tōjō | per Shigi, Kawagoe, Sakado, Shinrinkōen e Ogawamachi |
| 3-4 | ● Linea Tōbu Tōjō | per Kami-Itabashi, Ōyama e Ikebukuro                 |

## Stazioni adiacenti
| «                                           | Servizio           | »               |
| Linea Tōbu Tōjō                             | Linea Tōbu Tōjō    | Linea Tōbu Tōjō |
| ------------------------------------------- | ------------------ | --------------- |
| Shimo-Akatsuka                              | Locale             | Wakōshi         |
| Ikebukuro                                   | Semiespresso       | Wakōshi         |
| Ikebukuro                                   | Espresso pendolari | Wakōshi         |
| Ikebukuro                                   | Espresso           | Wakōshi         |
| Ikebukuro                                   | Rapido             | Wakōshi         |
| L'espresso rapido e il TJ Liner non fermano |                    |                 |